# Ectypina
Ectypina es una subtribu de polillas de la subfamilia Catocalinae. Pertenece a la tribu Catocalini, la más grande de su familia. Como numerosos géneros aún no han sido asignados a una tribu, la lista de géneros debe ser considerada preliminar.

## Géneros
- Euclidia
- Caenurgia
- Caenurgina